# Stewart Hall (Isle of Bute)
Stewart Hall, auch Stewarthall,  ist ein Herrenhaus auf der schottischen Insel Bute. Es liegt nahe der Westküste etwa vier Kilometer südwestlich von Rothesay, dem Hauptort der Insel. 1971 wurde Stewart Hall in die schottischen Denkmallisten in die höchste Kategorie A aufgenommen.

## Geschichte
Auftraggeber des Gebäudes war der exzentrische Geistliche James Stewart, der Laird der umliegenden Ländereien. Mit dem Bau wurde wahrscheinlich im Jahre 1760 begonnen und das Gebäude noch im selben Jahrzehnt fertiggestellt. Im Laufe der Jahre wechselte der Eigentümer des Anwesens mehrfach. Heute ist Stewart Hall in Privatbesitz. Einige Gebäudeteile wurden umgenutzt und in einem Anbau ist heute eine Ferienwohnung eingerichtet.

## Beschreibung
Das zweistöckige Gebäude weist die architektonischen Merkmale des Palladianismus auf. Der mittige Eingangsbereich tritt aus der Vorderfront vor und schließt mit einem Dreiecksgiebel ab. Dieses Motiv wird in der Bekrönung der Eingangstür wiederaufgegriffen. Beidseitig verlaufen in zwölf Elemente getrennte Sprossenfenster in zwei Vertikalachsen. Die Fassaden sind im traditionellen Stil mit Harl verputzt, von welchem sich die Ecksteine aus grauem Sandstein an den Gebäudekanten absetzen. Das Gebäude schließt mit einem schiefergedeckten Walmdach ab. Auf beiden Seiten des Hauptgebäudes befinden sich einstöckige Nebengebäude. Eine Bruchsteinmauer umfriedet das Anwesen.